# Findev
Findev Inc. (ранее TransGaming Inc.) — компания, занимающаяся инвестициями в недвижимость, с головным офисом в Торонто. Компания занимается застройкой недвижимости в районе Большого Торонто. Компания связана с Plazacorp, компанией, которая является её основным акционером. Нынешний генеральный директор - Срули Вайнреб.
Бывшая технологическая компания была основана Гавриэлом Стейтом, который руководил подразделением продуктов дляLinux в Corel. Подразделение TransGaming по графике и портативности было приобретено NVIDIA в 2015 году, что открыло путь к первому офису NVIDIA в Канаде, расположенному в Торонто.
В 2016 году TransGaming Inc. решила сменить направление своего бизнеса с технологий и игр на финансирование недвижимости. В августе 2016 года её последнее оставшееся игровое подразделение GameTree TV вместе с дочерними компаниями и офисами в Тель-Авиве и Киеве было продано TransGaming Interactive UK Limited, дочерней компании General Media Ventures, базирующейся в Великобритании. Эта компания, теперь переименована в PlayWorks Digital Ltd, ипродолжает прежний телевизионный бизнес GameTree под названием PlayWorks.